# Абдулрахим Эбби Фарах
Абдулрахим Эбби Фарах (сомалийский: Кабдираксим Каабби Фааракс; 22 октября 1919 – 14 мая 2018) — сомалийский дипломат и политик валлийского происхождения. Он был заместителем Генерального секретаря Организации Объединенных Наций в 1979-1990 годах, служил постоянным представителем Сомали при Организации Объединенных Наций и послом Сомали в Эфиопии. Абдулрахим был председателем неправительственной организации PaSAGO. Он происходил из подразделения Рер-ваайс подклана Исса Муссе Хабр Авал Исаак.

## Личная жизнь
Фарах родился 22 октября 1919 года в Барри, Уэльс, и происходил из подклана Исса Муссе Хабр Авал Исаак . Его отец Эбби Фарах был сомалийским предпринимателем и моряком, который был награжден MBE за общественные работы перед моряками в военное время. Его мать, Хильда Андерсон, управляла пансионом. Расовая напряженность в Юго-Восточном Уэльсе в то время была высокой после беспорядков в Кардиффе в июне 1919 года.
Фарах вырос в Барри, посещал школу Гладстон-Роуд и среднюю школу Барри.
Он получил ученые степени в Университетском колледже Эксетера и Баллиол-колледже, Оксфордском университете в Англии. Два его брата также учились в Оксфорде.
Фарах был женат четыре раза и дважды разводился. Он встретил свою третью жену Шейлу Фаррелл, преподавателя истории и спичрайтера (ум. в 1997 году) в Оксфорде. Он женился на своей четвертой жене Ходан Гот в 2001 году, и всего у них было семеро детей.

## Карьера
Фарах начал свою дипломатическую карьеру в администрации Британского Сомалиленда (сегодня Сомалиленд), отправленный туда в возрасте 17 лет своим отцом. После обретения независимости он служил в раннем гражданском правительстве Сомалийской Республики на различных должностях с 1951 по 1961 год, в том числе в качестве директора Сомалийской информационной службы.
С 1961 по 1965 год Фарах был послом Сомали в Эфиопии. 
В 1962 году он был представителем Сомали в Экономической комиссии Организации Объединенных Наций для Африки (ЭКА). Посол Фарах также представлял нацию на заседаниях Совета министров Организации африканского единства (ОАЕ) в 1964 и 1965 годах.
С 1965 по 1972 год Фарах был постоянным представителем Сомали при Организации Объединенных Наций в Нью-Йорке. Он одновременно занимал должность исполняющего обязанности генерального директора Министерства иностранных дел Сомали в 1966 году.
С 1969 по 1972 год Фарах был председателем Специального комитета ООН по борьбе с апартеидом, председательствовал на специальной сессии Совета Безопасности Организации Объединенных Наций с Умаром Атех Галибом в 1972 году.
С 1973 по 1978 год он исполнял обязанности помощника Генерального секретаря по специальным политическим вопросам. Кроме того, Фарах был представителем Сомали в Лиге арабских государств. Также он был заместителем генерального секретаря по специальным политическим вопросам в эти годы, позже став заместителем генерального секретаря с 1979 по 1990 год.
В 1990 году Фарах возглавил миссию ООН по "Прогрессу, достигнутому в реализации Декларации об апартеиде и ее разрушительных последствиях для Южной Африки".
В 1998 году Фарах помог основать Партнерство для укрепления африканских низовых организаций (PaSAGO). Позже он занимал пост председателя неправительственной организации.
Фарах умер в мае 2018 года в возрасте 98 лет .Он сохранял свой валлийский акцент на протяжении всей своей жизни..